# Pedro de Menezes
Pedro de Menezes (1370 - Ceuta, 22 de septiembre de 1437) fue una figura militar y noble portuguesa del siglo XV. Pedro de Menezes (a veces modernizado como 'de Meneses') fue el segundo conde de Viana do Alentejo, primero Conde de Vila Real y el primer gobernador portugués de Ceuta.
Pedro de Menezes era el nieto del poderoso noble del siglo XIV João Afonso Telo, primer conde de Ourem y cuarto conde de Barcelos, y su esposa, Guiomar Lopes Pacheco. Pedro era primo de Leonor Téllez de Meneses, la consorte escandalosa pero poderosa del rey Fernando I de Portugal.

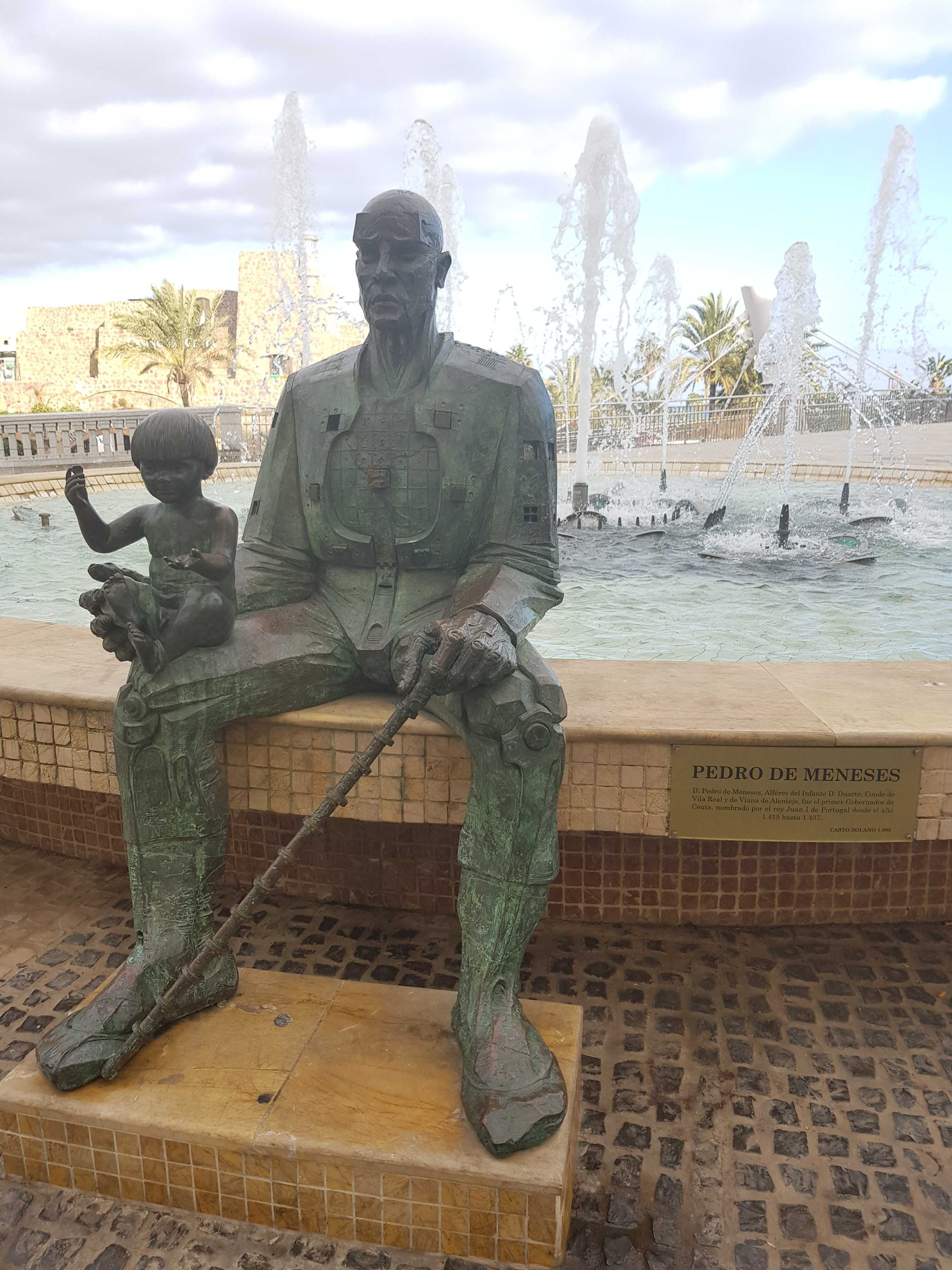
La escultura de Pedro de Meneses, primer Gobernador de Ceuta, se encuentra en el Paseo de la Marina Española, Ceuta

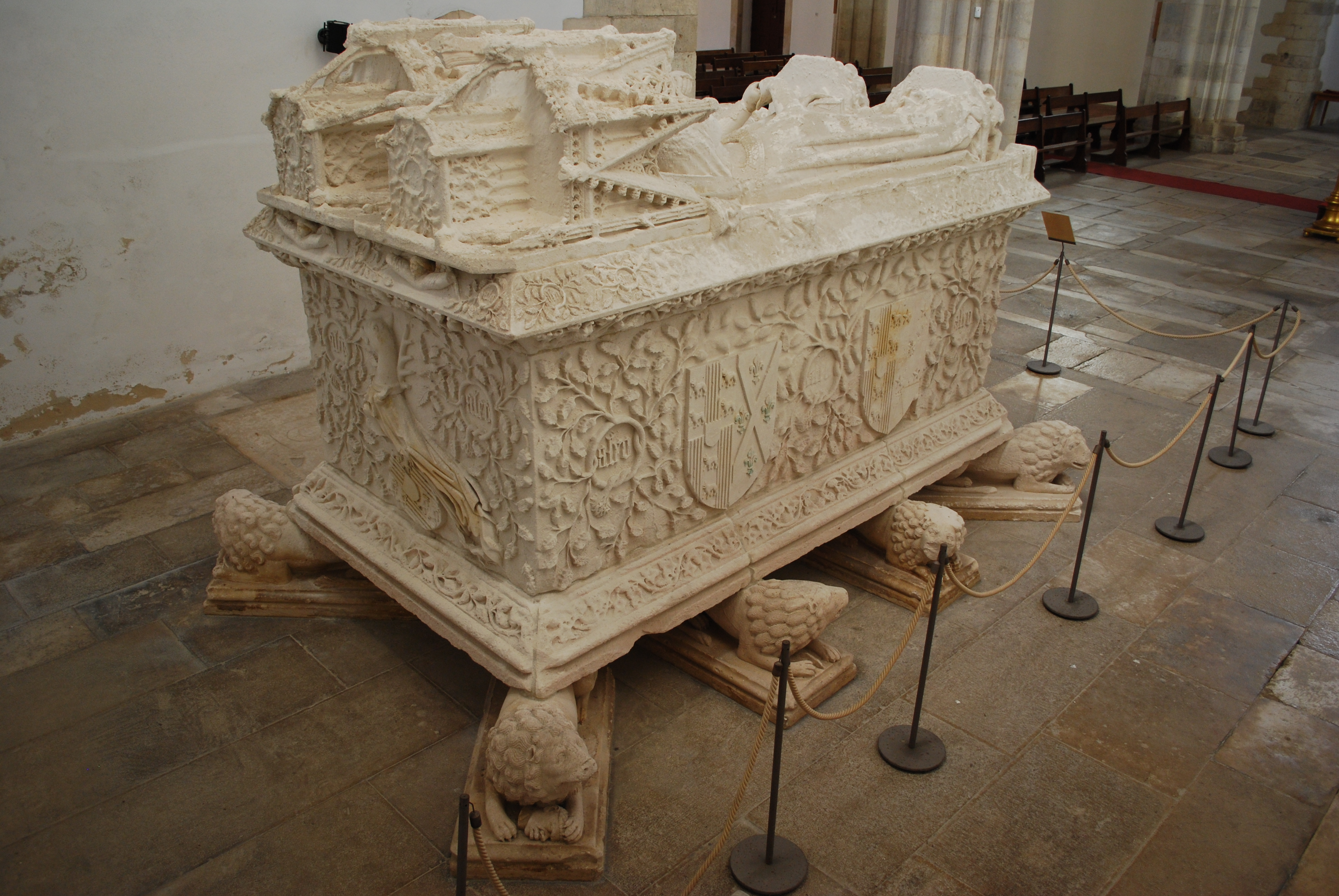
Tumba de Pedro de Menezes, Igreja da Graça en Santarém, Portugal

## Leyenda
Mientras Juan I de Portugal buscaba gobernadores, el joven Pedro estaba cerca, jugando distraídamente choca (una especie de hockey medieval) con un palo de zambujeiro o aleo (olivo silvestre). Escuchando a todos los altos nobles inventando excusas para evitar el trabajo, el joven Pedro de Menezes dio un paso adelante y se acercó al rey con su palo de juego (aleo) en la mano y le dijo que, con solo ese palo, podía defender a Ceuta de todo el poder de Marruecos. Como resultado de esta historia, a todos los futuros gobernadores portugueses de Ceuta se les presentaría un personal de zambujeiro como símbolo de su cargo en su investidura. El aleo que fue utilizado por Pedro se conserva en la Santuario de Santa María de África en Ceuta, la estatua de Maria sostiene el aleo.
Se puede ver 'Aleu' o 'aleo' en el escudo de armas de Alcoutín y Vila Real, donde los descendientes de Pedro se hicieron Conde de Alcoutim o Conde de Vila Real, respectivamente.